# جو ستراوس
جو ستراوس (بالإنجليزية: Joe Strauss)‏ هو لاعب كرة قاعدة أمريكي، ولد في 16 نوفمبر 1858 في سينسيناتي في الولايات المتحدة، وتوفي بنفس المكان في 24 يونيو 1906.

## وصلات خارجية
- جو ستراوس على موقعبيزبول رفرنس.كوم (الدوري الرئيسي) (الإنجليزية)
- جو ستراوس على موقعبيزبول رفرنس.كوم (الدوري الثانوي) (الإنجليزية)